# Louis Rhead

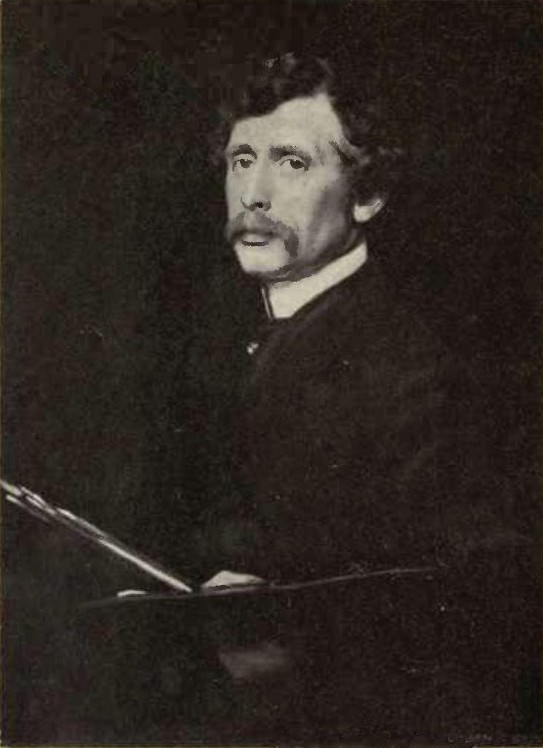
Louis Rhead

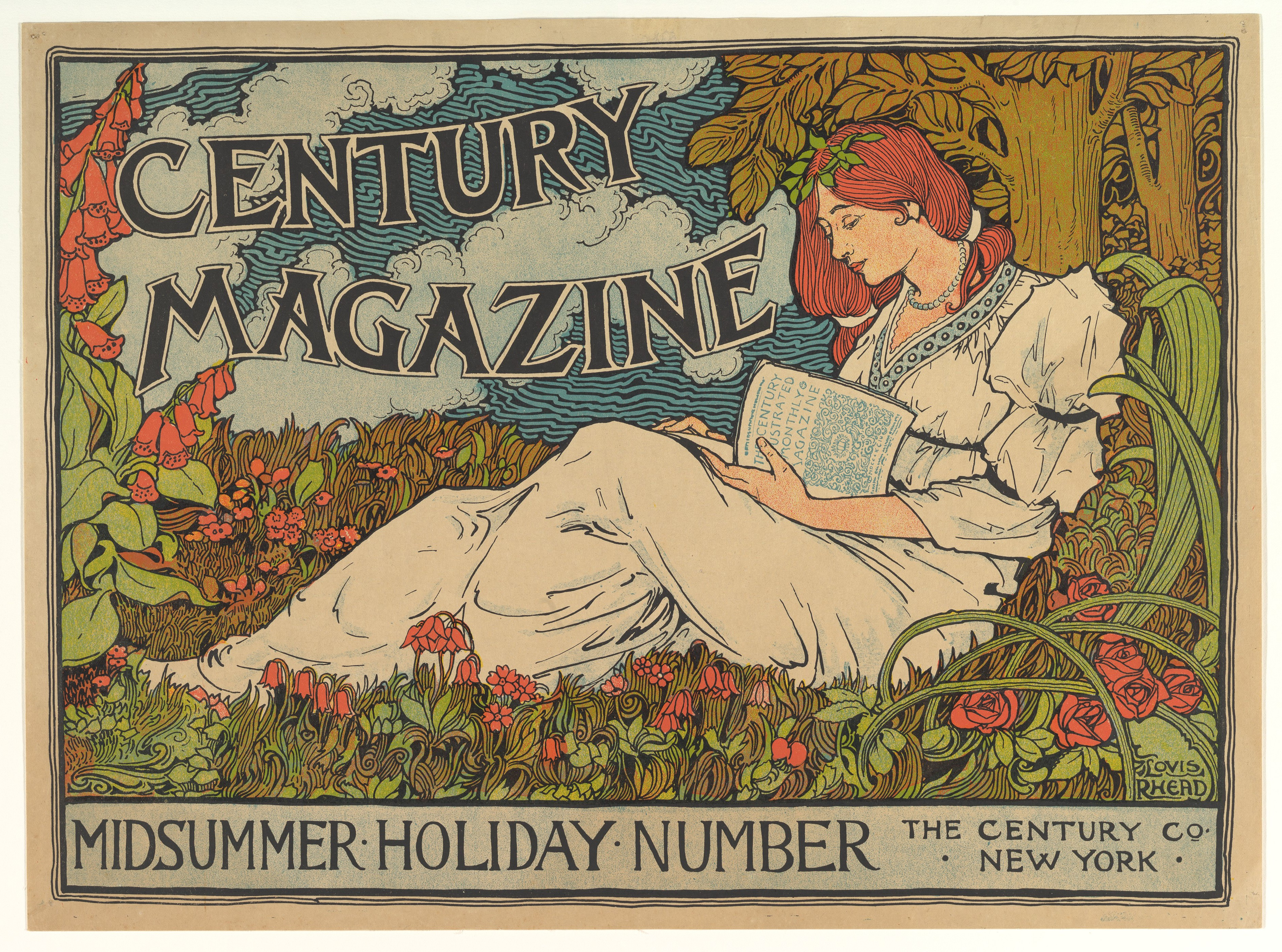
Century Magazine Midsummer Holiday Number 1894

Louis John Rhead (* 6. November 1857 in Etruria, Stoke-on-Trent (Staffordshire); † 29. Juli 1926 in Amityville, New York) war ein amerikanischer Gebrauchsgrafiker der Art Nouveau.

## Leben
Sein Vater, George W. Rhead, war ein hoch angesehener Kunstschmied und Keramikkünstler. In den 1870er Jahren unterrichtete George Rhead Kunst und Design in Schulen in Staffordshire. Er gründete die Fenton School of Art. Louis und alle seine Geschwister besuchten den Kunstunterricht ihres Vaters und arbeiteten als Kinder in den keramischen Manufakturen. Auch seine Brüder George Woolliscroft Rhead (1855–1920) und Frederick Alfred Rhead (1856–1933) wurden als Kunsthandwerker bekannt.
Da Louis 1872 mit 13 Jahren ein außergewöhnliches Talent zeigte, schickte ihn sein Vater zu einem Studienaufenthalt bei dem Künstler Gustave Boulanger nach Paris. Nach drei Jahren in Paris arbeitete Louis Rhead als Keramikkünstler in den keramischen Werken Mintons Ltd. in Stoke-upon-Trent und später bei Josiah Wedgwood & Sons Ltd. 1879 erhielt er ein Stipendium am Royal College of Art in South Kensington. Nach seinem Abschluss in South Kensington im Jahr 1881 arbeitete Louis Rhead kurz für Wedgwood & Co. Ltd. in Tunstall und für den Londoner Verlag Cassell & Co. Ltd.
Im Herbst 1883 emigrierte Louis Rhead in die Vereinigten Staaten. Er wurde im Alter von 24 Jahren Art Direktor im New Yorker Verlag D. Appleton & Company. 1884 heiratete er Catherine Bogart Yates und wurde so amerikanischer Staatsbürger. Louis und Catherine lebten vierzig Jahre in Flatbush, Brooklyn.
In den frühen 1890er Jahren wurde Rhead als Plakatkünstler tätig. In seinen Werken ist der Einfluss des Schweizer Künstlers Eugène Grasset bemerkbar. Rheads Werke erschienen regelmäßig in Harper’s Bazaar, Harper’s Magazine, St. Nicolas Magazine, The Century Magazine, Ladies’ Home Journal und Scribner’s Magazine. 1895 gewann er bei der ersten Internationalen Plakatausstellung in Boston eine Goldmedaille für das beste amerikanische Plakatdesign.
In den späten 1890er Jahren nahm die Popularität der Plakatkunst ab und Rhead wandte seine Fähigkeiten der Buchillustration zu. Von 1902 bis zu seinem Tod im Jahr 1926 illustrierte Rhead zahlreiche Kinderbücher, die u. a. von Harpers veröffentlicht wurden.
Rhead war ein begeisterter Fliegenfischer. Er veröffentlichte von 1902 bis 1921 eine Reihe von Büchern zum Thema Angeln.

## Veröffentlichungen (Auswahl)
- A Collection of Bookplate Designs. W. Porter Truesdell, Boston 1907
- American Trout Stream Insects. A Guide To Angling Flies and other Aquatic Insects Alluring to Trout. Frederick A. Stokes Company Publishers, New York 1916.
- The Book of Fish and Fishing. Charles Scribner’s Sons, New York 1920.